# Brian Tobin
Brian Tobin (ur. 5 grudnia 1930 w Perth, zm. 22 kwietnia 2024) – australijski tenisista i działacz tenisowy.
W latach 50. i 60. aktywny jako zawodnik, był klasyfikowany jako nr 8. tenisa australijskiego. W Australian Championships (obecnie Australian Open) najdalej doszedł w grze pojedynczej do 3 rundy. W deblu najlepszym rezultatem Tobina jest półfinał w parze z Owenem Davidsonem w 1963 roku, a w grze mieszanej ćwierćfinał wspólnie z Ann Jenkins w 1964 roku.
W 1954 roku wygrał w grze podwójnej  mistrzostwa Australii na nawierzchni twardej. W 1964 roku wygrał międzynarodowe mistrzostwa Holandii (w deblu i mikście) oraz Szwajcarii (w deblu). W 1967 roku zwycięzca deblowych mistrzostw USA na nawierzchni ziemnej, trzykrotny finalista gry pojedynczej w turnieju Victorian (Hard Court) (1954, 1956, 1958). Zajmował także czołowe lokaty w turniejach międzynarodowych w kategoriach weteranów.
W 1964 i 1967 roku był kapitanem reprezentacji kobiecej w Pucharze Federacji (1964 Australia zdobyła to trofeum).
Od 1964 roku wieloletni działacz federacji australijskiej (Tennis Australia), członek zarządu 1965–1989, a e latach 1969–1976 pierwszy wiceprezydent. W latach 1977–1989 prezydent federacji, kierował budową i uroczyście otwierał nowy obiekt wielkoszlemowego Australian Open w 1988 roku (wyposażenie kortu centralnego w rozsuwany dach znacznie uniezależniło organizatorów od kaprysów pogody, a zarazem stworzyło pierwszą halową arenę zmagań w Wielkim Szlemie).
Jednocześnie działacz Międzynarodowej Federacji Tenisowej, 1979–1989 wiceprezydent, 1989–1991 wiceprezydent wykonawczy, 1991–1999 prezydent. Zasłużył się dla popularyzacji tenisa na świecie. W latach 1986–1989 kierował Komitetem ds. Pucharu Davisa i igrzysk olimpijskich. Współpracował z kierownictwem zawodowych rozgrywek męskich (ATP) i kobiecych (WTA).
Tobin otrzymał wiele odznaczeń i tytułów honorowych – członka honorowego Tennis Australia (1989), prezydenta honorowego Międzynarodowej Federacji Tenisowej (1999), Order Olimpijski (1999), członkostwo w Międzynarodowej Tenisowej Galerii Sławy (2003) oraz Golden Achievement Award Międzynarodowej Tenisowej Galerii Sławy (1999). W 1986 roku otrzymał także Order Australii.